# Michał Koj
Michał Koj, né le 28 juillet 1993 à Ruda Śląska, est un footballeur polonais. Il évolue au poste de latéral gauche avec le club du Puszcza Niepołomice.

## Biographie
Lors de la saison 2015-2016, il inscrit 4 buts en Ekstraklasa avec le club du Ruch Chorzów.